# Pholidobolus vertebralis
Pholidobolus vertebralis — вид ящірок родини гімнофтальмових (Gymnophthalmidae). Мешкає в Панамі, Колумбії, Венесуелі, Еквадорі і Перу.

## Поширення і екологія
Pholidobolus vertebralis мешкають переважно на території Колумбійських Анд, а також спостерігалися на крайньому сході Панами (Дар'єн) та в Андах на території Еквадору, Венесуели (Тачира) і Перу. Вони живуть у вологих гірських і хмарних тропічних лісах. Зустрічаються на висоті від 700 до 3000 м над рівнем моря.